# Шидловець (гміна)
Гміна Шидловець (пол. Gmina Szydłowiec) — місько-сільська гміна у центральній Польщі. Належить до Шидловецького повіту Мазовецького воєводства.
Станом на 31 грудня 2011 у гміні проживало 19510 осіб.

## Територія
Згідно з даними за 2007 рік площа гміни становила 138.15 км², у тому числі:
- орні землі: 53.00 %
- ліси: 38.00 %

Таким чином, площа гміни становить 29.45 % площі повіту.

## Населення
Станом на 31 грудня 2011:
| Опис     | Загалом | Загалом | Чоловіки | Чоловіки | Жінки | Жінки |
| -------- | ------- | ------- | -------- | -------- | ----- | ----- |
| одиниця  | осіб    | %       | осіб     | %        | осіб  | %     |
| все      | 19510   | 100     | 9664     | 49.53    | 9846  | 50.47 |
| міське   | 12268   | 100     | 6018     | 49.05    | 6250  | 50.95 |
| сільське | 7242    | 100     | 3646     | 50.35    | 3596  | 49.65 |

## Сусідні гміни
Гміна Шидловець межує з такими гмінами: Бліжин, Венява, Мірув, Оронсько, Скаржисько-Каменна, Скаржисько-Косьцельне, Хлевіська, Ястшомб.